# Yu Asakawa
Yu Asakawa (japonès: 浅川悠)  (Tòquio, 20 de març de 1975) és una actriu de doblatge popular. També és cantant. El febrer del 2007 es va casar amb el seu company de veu Showtaro Morikubo, i es varen divorciar el gener del 2009. Va ser copresentadora d'un programa web a Internet Otaku Verse Zero amb Patrick Macias, un anterior editor en cap d'Otaku USA.

## Doblatges
L'ordre d'aquesta llista és personatge i sèrie.
Anime
- Chizuru Jumonji de Arcade Gamer Fubuki
- Sakaki de Azumanga Daioh
- Nagi Kirima de Boogiepop Phantom
- Priss Asagiri de BubbleGum Crisis 2040
- Lazulli de Buzzer Beater
- Eiko de DearS
- Miyuki Kikuchi de Futari Ecchi
- Mizuki Tachibana de Gravion
- Momoka Kudou de Gunparade Orchestra
- Yuuki Mitani de Hikaru no Go
- Tsukushi Kinoyama de Konjiki no Gash Bell
- Motoko Aoyama de Love Hina, Love Hina Again
- Shinobu Miwa de RahXephon
- Shiris de Record of Lodoss War TV
- Itoko Osakabe de School Rumble
- Cathrine Deboucoillet de St. Luminous Mission High School
- Renna Satomi Starship Operators
- Chris Carman de Stratos 4
- Jura Basil Eldin de Vandread

OVA
- Kouji Imai de Kyou no Go no Ni